# 방호산
방호산(方虎山, 1916년 ~ 몰년미상)은 공산주의 항일운동가이자 조선민주주의인민공화국의 군인이다. 연안파로 분류된다.

## 생애
1916년 함경북도에서 태어났다. 이명은 이천부(李天夫)다. 만주사변 직후에 중국에서 동북항일연군 제4군의 전신인 중국 공산당 헤이룽장성 미산현(密山縣) 유격대에 합류하여 항일 운동을 벌이다가 1937년 모스크바 식민지반식민지이익연구학원(동방노력자공산대학)에 다녔다.
1939년 연안으로 온 뒤 1940년 항일군정대학동북간부훈련반에서 수료하고 중국공산당 팔로군 일선부대에 파견되어 조선반에서 조선해방문제를 연구하고, 1945년 2월 연안에서 정식으로 개교한 조선혁명군정학교의 제1구대 협리원이 되었다.
1945년 11월 중국공산당의 지시에 따라 동북지방으로 이동하여 동북조선의용군 제1지대 정치위원으로 남만주 일대에서 군대 증강과 조선인 보호 등에 활동하였다. 1945년부터 1948년까지 중국공산당의 반국민당 전투에 참전하였다.
1949년 7월 조선인이 절대 다수인 중국인민해방군 제166사단 사단장으로 부대를 이끌고 입북하였다. 동 부대를 제6사단으로 개편하고, 초대 사단장이 되었다. 한국 전쟁 당시에는 제6사단을 이끌고 김포반도를 통해 가장 먼저 한강을 도하하였으며 충남과 호남 일대를 점령하며, 휘하 6사단과 빨치산 등을 통해 점령지역에서 양민을 학살하였고, 이후 진주, 마산까지 진출하는 등 전공을 세워 제6사단은 근위사단의 칭호를 수여받았다. 당시 워커 장군이 “북한군 제6사단의 기동은 이제까지의 한국전쟁을 통해 가장 훌륭한 기동이었다”라고 극찬하였으며, 1950년 10월에는 제5군단장으로 임명되어 동부전선 전투를 지휘하였다. 1956년 6월 영웅 칭호를 받았다.
1958년 8월 인민군 제5군단장, 육군대학 총장을 역임하였다. 1959년 연안계가 기도한 반당·반정부 활동을 했다는 8월 종파 사건에 연루되어 숙청되었다.

## 참고 자료
- 방호산[깨진 링크(과거 내용 찾기)]